# 인간 기계론
⟪인간 기계론⟫(L'Homme Machine)은 프랑스의 유물론자 라메트리가 1747년에 출판한 책이다. 그의 라이든 망명 중에 저술된 것으로서 초판은 서명 없이 겨우 6-8부밖에 인쇄되지 않았으며, 일반적으로 보급된 것은 1748년의 베를린판이라고 한다. 출판 시초부터 종교계의 격렬한 증오와 비난을 받았다.  이 책은 그 철저한 유물론 사상과 기계론으로 프랑스 유물론의 가장 대표적인 저작이 되었다.
이 책에서 라메트리는 전저(前著) ⟪영혼론⟫에서 전개한 영혼의 유물론적 해석을 더욱 발전시켰다. 우선 인간의 영혼에 관한 철학자들의 학설을 유물론과 유심론으로 크게 나눈 뒤, 이 책에서 그는 영혼이 본질적으로 육체의 여러 기관(器官)에 의존하는 것이며 인간의 내부에서 생각하는 부분에 불과함을 증명하려고 한다. 그리고 그러기 위한 방법으로서 그는 경험과 관찰에만 의존해야 한다고 주장하여 주로 생리학의 도움을 얻어 풍부한 자료를 정리하여 논증에 힘썼다. 그에 의하면 인간과 동물 사이에는 근본적인 차이는 없으며 다만 뇌조직의 우월에 의하여 인간은 동물보다 낫다는 것에 불과하다. 인간은 가장 우수한 뇌수를 지닌 동물인 것이다. 그러나 데카르트에 의하면 동물은 영혼이 없는 기계이나, 영혼이란 뇌의 물질적 조직 자체에 지나지 않기 때문에 인간은 경험을 쌓은 기계라야 한다. 그리고 뇌는 이 기계 전체의 '태엽'이라는 것이다.

## 같이 보기
- 계산주의 마음 이론
- 심신 문제